# Homospora lymantriodes
Homospora lymantriodes là một loài bướm đêm trong họ Geometridae.